# Cap-d'Ail
Cap-d'Ail (francês: cabo do alho) é uma pequena cidade francesa Côte d'Azur, situada na fronteira como Mónaco ou Mônaco.Pertence ao departamento de Alpes-Maritimes. Em 1999 tinha 4. 532 h.
Esta Vila foi o lugar preferido do poeta Jean Cocteau.